# Nyapostoliska kyrkan
Nyapostoliska kyrkan är ett kiliastiskt och restorationisstiskt trossamfund med rötterna i Katolsk-apostoliska kyrkan. Samfundet finns huvudsakligen i Tyskland och några afrikanska länder. 
I Sverige finns några hundra medlemmar i sex församlingar. Kyrkobyggnader finns i Stockholm, Göteborg och Malmö. 
Nyapostoliska kyrkan är ett protestantiskt samfund som skiljer sig från modersamfundet genom att man fortfarande utser apostlar (i obegränsat antal). Kyrkan leds av en stamapostel med säte i Zürich. Sakramenten är tre: dop, nattvard och besegling, en praktik specifik för den irvingianska grenen av kristendomen. Man tillämpar även konfirmation.

## Historia
I början av 1800-talet samlades många kristna i Storbritannien kring karismatiska förkunnare som förkunnade att den franska revolutionen var ett tidstecken som förebådade Kristi snara återkomst.
Edward Irving och John Nelson Darby presenterade nya revolutionerande apokalyptiska idéer, var för sig publicerade 1827, som har format modern evangelikal förkunnelse om den yttersta tiden. 

### Katolsk-apostoliska kyrkan (KAK)
Från 1826 hölls sex årliga profetiska konferenser i Albury, Sussex under ledning av den anglikanske prästen Hugh M'Neile.
1832 utsågs John Bate Cardale och fem andra engelsmän till apostlar. De ansågs sända av Kristus för att förbereda hans återkomst. 1835 utsågs sex apostlar till, så det totala antalet blev tolv.  
Efter att tre av dessa dött deklarerade de kvarvarande att det inte var nödvändigt att kalla fler apostlar eftersom Jesus snart skulle komma tillbaka.
19 mars 1848 grundade aposteln Thomas Carlyle den första församlingen i Berlin, som kom att bli den största i Europa. 
25 juli 1850 ordinerade han två präster i Berlin: profeten Heinrich Geyer och Friedrich Wilhelm Schwartz.
Den sistnämnde ordinerades 1861 till ängel (hjälpbiskop) i Hamburg. Församlingen där växte under Schwartz ledning från 20 till 150 medlemmar.
1862 kallade Geyer kallade en äldste från Berlin, Rosochacky, till apostel. Kort därefter suspenderades Geyer.
4 januari 1863 godkände Schwartz och hans församling Geyers kallande av Rosochacky, varför även Schwartz och hans församling uteslöts ur KAK. Rosochacky drog tillbaka sina apostlaanspråk och kvarstod i KAK.

### Allmänna apostoliska missionen

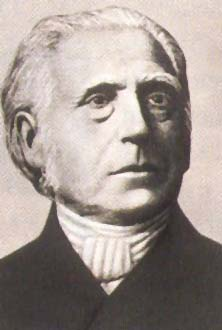
F W Schwartz

De uteslutna organiserade sig under namnet Allgemeine Christliche Apostolische Mission (ACAM). Våren 1863 kallades Carl Wilhelm Louis Preuss som apostel för församlingen i Hamburg och F. W. Schwartz till apostel för Nederländerna.
I oktober 1864 utsåg Geyer ytterligare apostlar för Ungern (Peter Wilhelm Louis Stechmann), Hessen (Johann Christoph Leonhard Hohl), Schlesien (Johann August Ludwig Bösecke) och USA (Heinrich Ferdinand Hoppe).
När ACAM:s förste apostel Preuss dog den 25 juli 1878 ledde det till ny splittring. Profeten Heinrich Geyer utpekade under en gudstjänst i Hamburg den 4 augusti 1878 en viss Johannes F L Güldner till Preuss efterträdare som apostel för Nordtyskland och Skandinavien. Detta avvisades dock av de sittande apostlarna som uteslöt Geyer och Güldner ur kyrkan. Majoriteten av medlemmarna i Hamburgförsamlingen följde de båda och byggde ett kapell på en annan adress i staden. 
Nu fanns det således två konkurrerande rörelser med kyrka i Hamburg. 
Majoriteten kallade sig Apostoliska församlingar (Apostolische Gemeinde, AG) och utsåg 1881 aposteln Friedrich Wilhelm Menkhoff till ledare för sin församling i staden. Efter Menkhoffs död 1895 uppstod splittring inom denna riktning rörande synen på apostla- och profetämbetena. Friedrich Krebs utsågs till stamapostel och profeterna underordnades apostlarna. Hädanefter var det stamaposteln som utnämnde alla apostlar i strid med tidigare praxis där apostlar utropades av profeterna.
Många ogillade detta vilket ledde till splittring och bildande av nya apostoliska trossamfund. Profeten Friedrich Strube grundade den Gammal-apostoliska församlingen, Alt-Apostolische Gemeinde (AAG). 
Krebs sparkade 1897 Martinus van Bemmel från ämbetet som apostel. Bemmels anhängare grundade den Reformerade apostoliska missionen som i sin tur drabbades av ett flertal utbrytningar.
Krebs efterträdare Hermann Niehaus som stampostel kom att från 1907 leda Nyapostoliska församlingen, Neuapostoliche Gemeinde (NAG).  senare kallad Nyapostoliska kyrkan (NAK).
1909 anslöt sig majoriteten av medlemmarna inom AAG, under ledning av Robert Geyer till det kvarvarande ACAM (grundat av Geyer och Güldner).

### Tillväxt och splittring
Kyrkan började snart sända ut missionärer i världen, något som kom att få avgörande betydelse för dess spridning.
1872 reste aposteln Heinrich Hoppe till USA där han och profeten Jakob Westphaln kom att driva mission bland tysktalande migranter i Chicago, Milwaukee, New York och Buffalo.  
Vid splittringen 1878 anslöt sig Hoppe (som dog 1903) och Westphaln till ACAM i Hamburg. Westphaln utpekade 1913 den ovannämnde Robert Geyer till Hoppes efterträdare som apostel för Nordamerika, ett uppdrag som han inte kunde tillträda förrän efter första världskriget.
AG:s förste stamapostel Friedrich Krebs utsåg 1901 Friedrich Mierau till apostel för Nordamerika, vilket av NAK betecknas som deras egentliga start i USA.
1886 utsågs H F Niemeyer till apostel för Australien. 
1893 ordinerade denne i sin tur Carl George Klibbe till apostel för Afrika. Pingsten 1906 invigdes den första kyrkan i Afrika, i Kapstaden.